# Quentin C.B. Cronk
Quentin C.B. Cronk ( 1961 ) es un botánico inglés nacido en Kent en Inglaterra. Trabajó en el Jardín botánico de la Universidad de Columbia Británica y fue profesor en el Departamento de Botánica en esa Universidad. También fue profesor en el Real Jardín Botánico de Edimburgo y en la Universidad de Edimburgo. Es un experto en plantas invasoras.

## Algunas publicaciones

### Libros
- Quentin C.B. Cronk, Richard M. Bateman, Julie A. Hawkins. 2002. Developmental Genetics and Plant Evolution. Systematics Association Special Vols. Edición ilustrada de CRC Press, 543 pp. ISBN 1420024981, ISBN 9781420024982 en línea

- Quentin C.B. Cronk, Janice L. Fuller. 2001. "Plantas invasoras: la amenaza a los ecosistemas naturales". Montevideo, Uruguay: Nordan-Comunidad, xvi + 205 p. Serie: Pueblos y plantas. [Traducción de: “Plant invaders”. WWF-UK (Fondo Mundial para la Naturaleza); UNESCO, Organización de las Naciones Unidas para la Educación, la Ciencia y la Cultura; Royal Botanic Gardens, Kew, Reino Unido]

- -------------------------. 2000. The endemic flora of St Helena. South Atlantic Library. Ilustró Lesley Ninnes. Edición ilustrada de A. Nelson, 119 pp. ISBN 0904614352, ISBN 9780904614350

- -------------------------. 1991. La Flora endémica de Santa Helena. Anthony Nelson Ltd, Oswestry.

- La abreviatura «Cronk» se emplea para indicar a Quentin C.B. Cronk como autoridad en la descripción y clasificación científica de los vegetales.[2]